# Whittington (Gloucestershire)
Whittington – wieś w Anglii, w hrabstwie Gloucestershire. Leży 19 km na wschód od miasta Gloucester i 135 km na zachód od Londynu.